# Torbjørn Bergerud
Torbjørn Sittrup Bergerud, más conocido como Torbjørn Bergerud, (Drammen, 16 de julio de 1994) es un jugador de balonmano noruego que juega como portero en el Kolstad Håndball y en la selección de balonmano de Noruega.
En el Campeonato Mundial de Balonmano Masculino de 2017 fue el MVP de su partido de cuartos de final, clasificándose la selección noruega para las semifinales. En las semifinales paró un 7 metros con el tiempo cumplido, para llevar el partido a la prórroga, después la Selección de balonmano de Noruega logró el pase a la final al vencer a la Selección de balonmano de Croacia. Finalmente, la selección noruega se colgó la plata en el Mundial 2017.

## Palmarés

### Team Tvis Holstebro
- Copa de Dinamarca de balonmano (1): 2017

### Flensburg
- Liga de Alemania de balonmano (1): 2019

### GOG Gudme
- Liga danesa de balonmano (1): 2022

### Kolstad Håndball
- Liga de Noruega de balonmano (2): 2023, 2024
- Copa de Noruega de balonmano (2): 2023, 2024

## Clubes
| Club                   | País      | Año         |
| ---------------------- | --------- | ----------- |
| Drammen HK             | Noruega   | 2011 - 2015 |
| Lugi HF                | Suecia    | 2015 - 2016 |
| Team Tvis Holstebro    | Dinamarca | 2016 - 2018 |
| SG Flensburg-Handewitt | Alemania  | 2018 - 2021 |
| GOG Gudme              | Dinamarca | 2021 - 2022 |
| Kolstad Håndball       | Noruega   | 2022 - 2025 |
| Orlen Wisła Płock      | Polonia   | 2025 - Act. |